# Константин Дука († 913)
Константин Дука (или Дукс ) ( на гръцки: Κωνσταντίνος Δούκας/Δούξ ; починал през 913 г.) е изтъкнат византийски генерал от първото десетилетие на X век. През 904 г. той спира влиятелния придворен евнух Самонас да избяга при арабите. В замяна Самонас манипулира баща му, Андроник Дука, за да се разбунтува и да избяга в двора на Абасидите през 906/7. Константин последвал баща си в Багдад, но скоро успял да избяга и се върнал във Византия, където бил реабилитиран от Лъв VI Мъдри и му били поверени високи военни постове. След смъртта на император Александър, Константин с подкрепата на няколко аристократи неуспешно се опитва да узурпира трона на младия Константин VII, но е убит в сблъсък с поддръжници на законния император.

## Живот

### Ранни години и кариера
Константин Дука е син на Андроник Дука – виден генерал при император Лъв VI Мъдри (886 – 912 ) и първия от изтъкнатите членове на фамилията Дука.  Константин се появява за първи път в източниците през 903 г., по време на опита за бягство в Сирия на дворцовия евнух и арабин по рождение Самонас, един от най-доверените помощници на императора. Константин заловил Самонас в манастира на Светия кръст в Сириха, близо до река Халис, и го ескортирал обратно в Константинопол, където се провело разследване по въпроса пред Сената . Лъв VI, който все още бил привързан към слугата си, наредил на Константин да свидетелства, че Самонас всъщност е бил на поклонение в манастира в Сириха, а не на арабската граница. Когато обаче сенаторите помолили Константин да потвърди истинността на това твърдение, като се закълне в „Бог и главата на императора“, той отказал да скрие истината. Самонас бил наказан с домашен арест и въпреки че е помилван от Лъв само след четири месеца и е възстановен на службата си, той заченал дълбока омраза към Дука.
Тази омраза се проявила през 906 г., когато Самонас подмамил Андроник да откаже да участва в императорска експедиция. Уплашен, че ще бъде наказан за неподчинението си, Андроник избягал в крепостта Кабала, близо до Икония, заедно със със семейството си и слугите си, а оттам през границата се отправил в изгнание в Абасидския халифат. Константин и баща му се озоват в Багдад, столицата на Абасидите. Лъв изпратил тайно съобщение до Дука, предлагайки пълно опрощение, ако се върнат обратно, но отново чрез машинациите на Самонас писмото попаднало в ръцете на халиф Ал-Муктафи (902 – 908), който поставил Андроник под домашен арест и го принудил да приеме исляма заедно с онези, които го последвали. Там Андроник починал около 910 г.  Константин обаче успява да избяга от Багдад и е топло посрещнат обратно от Лъв VI на церемония в тронната зала на Хризотриклиния. Датата на завръщането му във Византия е неясна, но трябва да се отнесе някъде между края на 908 г. и 911 г. Въпреки бунта на баща му, Константин Дука остава много популярен поради военните си успехи и очевидно се разпространяват пророчества, които предричат възкачването му на престола. В резултат на това, според Теофан Продължител, Лъв предупрдил младия мъж да не се опитва да стане император, но това вероятно е по-късна интерполация с оглед на съдбата на Константин Дука. В действителност Лъв VI, изглежда, му е имал доверие, тъй като той го обсипва с дарове и го назначава на висши военни длъжности: първоначално Константин е назначен – очевидно като приемник на Евстатий Аргир – за стратег на темата Харсианон, но до 913 г. Константин успява да се издигне до длъжност Доместик на схолите (главнокомандващ на армията). И на двете позиции Константин воюва успешно срещу арабите.

### Опит за узурпация
Лъв VI умира през май 912 г. и е наследен от брат си Александър (912 – 913 ), който царува малко повече от година, преди да умре през юни 913 г. Императрицата на Лъв, Зоя Карбонопсина, и неговият син и съимператор Константин VII (913 – 959) са отстранени по време на управлението на Александър, който също така възстановява стария противник на Зоя, Николай Мистик, като патриарх на Константинопол. Така при смъртта на Александър (6 юни 913 г.), когато Константин VII няма дори осем години, започва борба за власт между Зоя и патриарх Николай, който ръководи регентския съвет. Именно в този момент Константин Дука започва бунт, целящ да завземе престола. Житието на Евтимий – източник, враждебен към патриарх Николай Мистик, – съобщава, че патриархът също е бил замесен, въпреки че другите византийски източници включват това като широко разпространен слух, а не факт. Според тези източници, без да знае, че ще бъде назначен за регент (Александър го посочил за член на регентския съвет на смъртния си одър), страхувайки се да не изгуби върховната си позиция и разтревожен от военната заплаха, представлявана от българския цар Симеон, която изисквала по-опитна ръка върху кормилото на държавата, патриархът призовал Дука да поеме престола.
Дука, който се радвал на широка подкрепа както сред аристократите, така и сред населението, приел поканата и се отправил към Константинопол с няколко доверени приятели. Едва три дни след смъртта на Александър, той влязъл в столицата тайно през нощта през пастерна на морските стени и се скрил в къщата на своя тъст Григорий Иверица, където към него скоро се присъединили високопоставени придворни като патрикия Константин Еладик. Още преди зазоряване на следващата сутрин Константин и неговите привърженици, носещи факли, тръгнали към Хиподрума, придружени по пътя от голямо множество хора. Константин е надлежно провъзгласен за император пред тълпата на Хиподрума и се насочил триумфално към порта Халки на императорския дворец След като пресича желязната порта на Халки обаче, в залата на Ескувитите той се сблъсква с войници от гвардията на Етерията и въоръжени гребци от императорския флот, събрани от магистър Йоан Еладски, член на регентския съвет. Последвал сблъсък, в който много са убити, включително синът на Константин, Григорий Дука, неговият племенник Михаил и приятелят му Куртикий. Обезсърчен, Константин се обърнал и се опитал да избяга, но конят му се подхлъзнал и паднал. Разпознат, Константин е убит от стрела, според житието на Евтимий, проклинайки патриарх Николай, докато умирал. Главата му е отсечена и поднесена на Константин VII. 
Житието на Василий Нови, от друга страна, съобщава малко по-различна версия, според която призоваването на Дука е било извършено от целия регентски съвет, който предлага на Константин да поеме управлението на държавата, докато Константин VII ще бъде ограничен до своите церемониални задължения. Според този източник предложението е посрещнато с отказ от Дука и регентите е трябвало да изпратят второ писмо със собствената си енколпия, за да го убедят в противното.  Докато Константин влезе в Константинопол обаче, регентите променили решението си и барикадирали двореца срещу него. След прокламацията си на Хиподрума Дука решава да обсади двореца, но накрая се опитва да влезе през Халки, като същевременно нарежда на последователите си да не вадят мечовете си, за да избегнат кръвопролития. Там той бил издебнат от стрелци, поставени от регентите, и е убит заедно с редица свои последователи. 
Многобройни привърженици на узурпатора – 800 според Житието на Евтимий, над 3000 според Житието на Василий Нови – били жестоко наказани: някои са ослепени и заточени, докато други – включително онези, които потърсили убежище в „Света София“ – били постригани и затворени в манастири, докато много от обикновените хора били избесени на източния бряг на Босфора
Съпругата на Константин Дука е постригана и заточена в имението на съпруга си в Пафлагония, а по-малкият му син Стефан е кастриран .  Заедно със смъртта на сина и племенника на Константин Дука това белязало края на този клон от фамилията Дука: връзката на по-късните носители на фамилното име Дука с Андроник и Константин е неясна.

## Наследство
Въпреки неуспелния му опит да завземе трона, популярността на Константин Дука запазила паметта за него както сред народа, така и сред аристокрацията на Мала Азия : през 930-те години Василий Медната ръка приема неговата самоличност и повежда селско въстание, докато сред аристокрацията той е прославян като герой. Елементи от живота на Константин в крайна сметка намират място в епическата поема Дигенис Акрит. 